# Judgment at Nuremberg
Judgment at Nuremberg (en España, ¿Vencedores o vencidos?; en Hispanoamérica, El juicio de Núremberg y Juicio en Nuremberg) es una película estadounidense de 1961 producida y dirigida por Stanley Kramer con un reparto coral de estrellas estadounidenses y europeas.
La película se basa en un guion escrito para la televisión. Se había emitido el resultado como episodio de la serie de antología Playhouse 90, de la CBS; en él, Maximilian Schell y Werner Klemperer representaban los mismos personajes que en el largometraje de cine de 1961, que se centra en los históricos juicios de Núremberg y está realizado con la perspectiva que confieren 15 años transcurridos desde el final de la Segunda Guerra Mundial. 
La película desarrolla en tal crucial momento la posición de determinadas personas, en especial jueces que aplicaban la ley nazi durante el Tercer Reich de Alemania, subyaciendo el dilema histórico de la posible responsabilidad del pueblo alemán con respecto al Holocausto. El juicio que desarrolla la película incluye la declaración de la principal testigo de un juicio celebrado durante el nazismo, el verídico «caso Katzenberger» en el que un judío fue acusado de «relación impropia» con una mujer aria y sentenciado a muerte en 1942.
Forma parte del AFI's 10 Top 10 en la categoría de "Películas judiciales". En 2013, la Biblioteca del Congreso seleccionó la película para su preservación en el National Film Registry por su importancia cultural, histórica y estéticamente significativa. La presentación de eventos históricos en la producción ha atraído interés durante décadas, tanto antes como después, debido a su lugar en las representaciones narrativas del Holocausto judío en el cine.

## Argumento

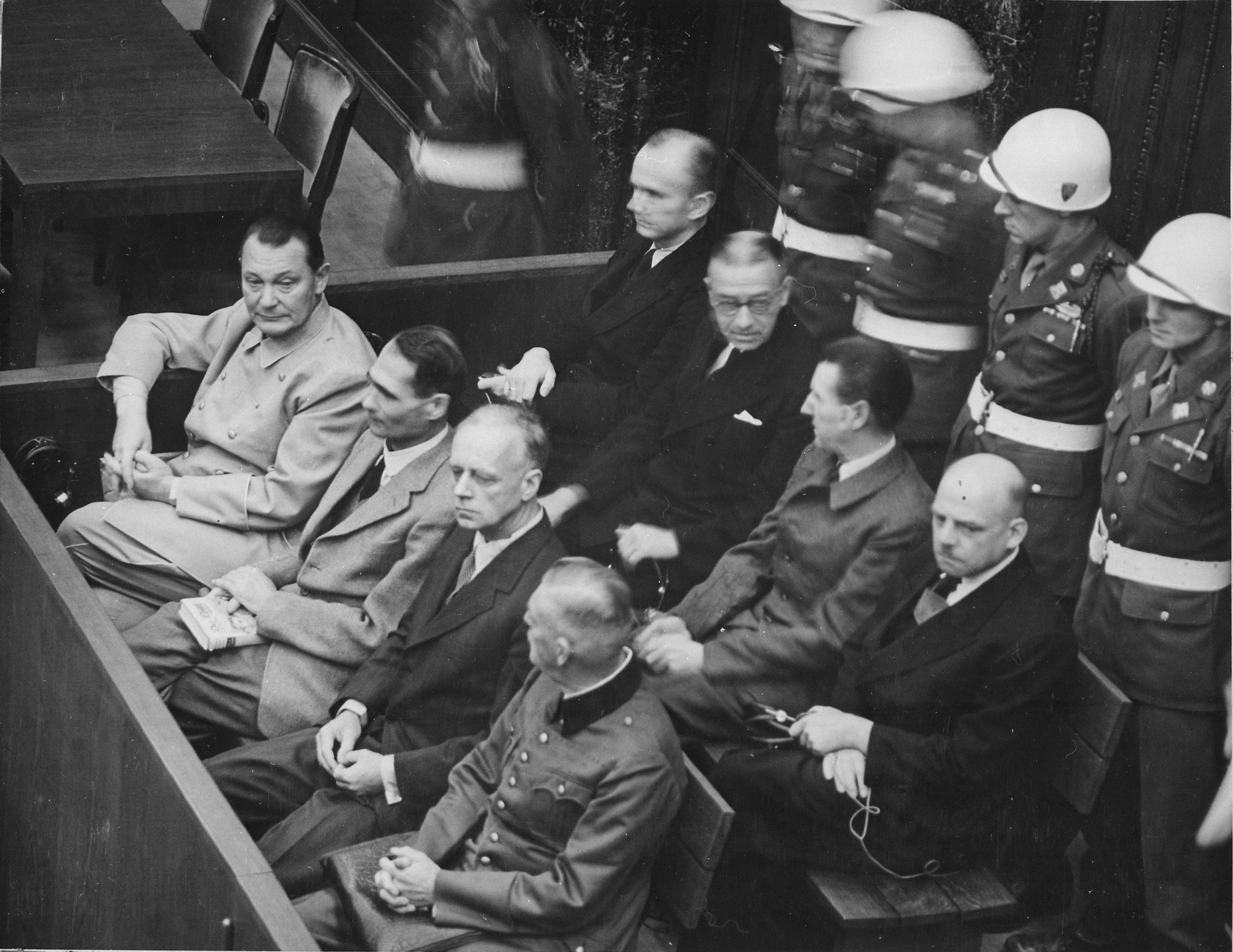
Judgment at Nuremberg ficciona uno de los juicios de Núremberg contra la magistratura nazi.

Dan Haywood, magistrado estadounidense jubilado, llega en 1948 a la ciudad de Núremberg para encargarse de la difícil labor de juzgar, una vez procesados los jerarcas nazis, a cuatro jueces por su complicidad en la aplicación de las políticas de esterilización y pena de muerte del III Reich. Ante el tribunal, defensa y acusación confrontarán sus posiciones sobre si los jueces nazis eran conocedores o no del exterminio que estaba realizando el gobierno alemán apoyándose en testigos que sufrieron esta injusta política. Mientras se juzga las inconveniencias del bando vencido, va surgiendo la Guerra Fría entre los vencedores (bando aliado), y la Alemania ocupada deberá reconstruir su país (dividido en 4) y olvidar los vestigios de la guerra y el régimen anterior.
La película examina las cuestiones de la complicidad individual de los ciudadanos en los crímenes cometidos por el Estado, además de un amplio recorrido moral y ético sobre el valor de los derechos humanos. El guion no tuvo carácter propagandístico, ya que aborda directamente hasta las cuestiones más complicadas. Por ejemplo, el abogado de la defensa Hans Rolfe plantea argumentos tan espinosos como el apoyo de la Corte Suprema de Estados Unidos a las prácticas de la eugenesia o las palabras de elogio de Winston Churchill hacia Hitler. Una escena notable es el testimonio de Rudolph Petersen, un panadero alemán que, con facultades mentales deficientes, fue esterilizado por mandato de los nazis, de acuerdo a las leyes sociales del III Reich.
Finalmente el tribunal, a propuesta de su presidente y con el voto en contra de uno de los jueces, los declara culpables por lo que hicieron y los condena a cadena perpetua.

## Premios y candidaturas

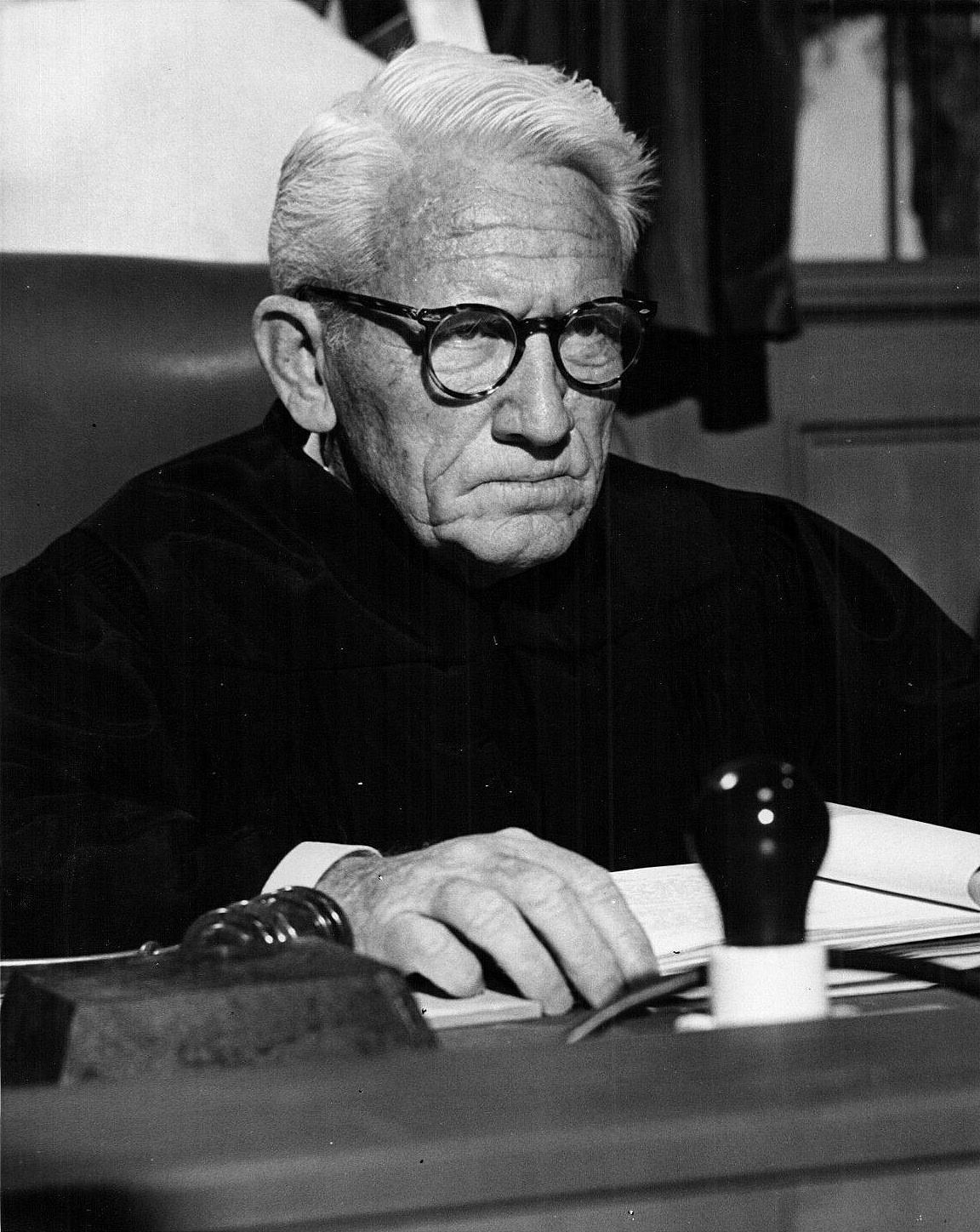
Spencer Tracy en un fotograma de la película.

## Reparto

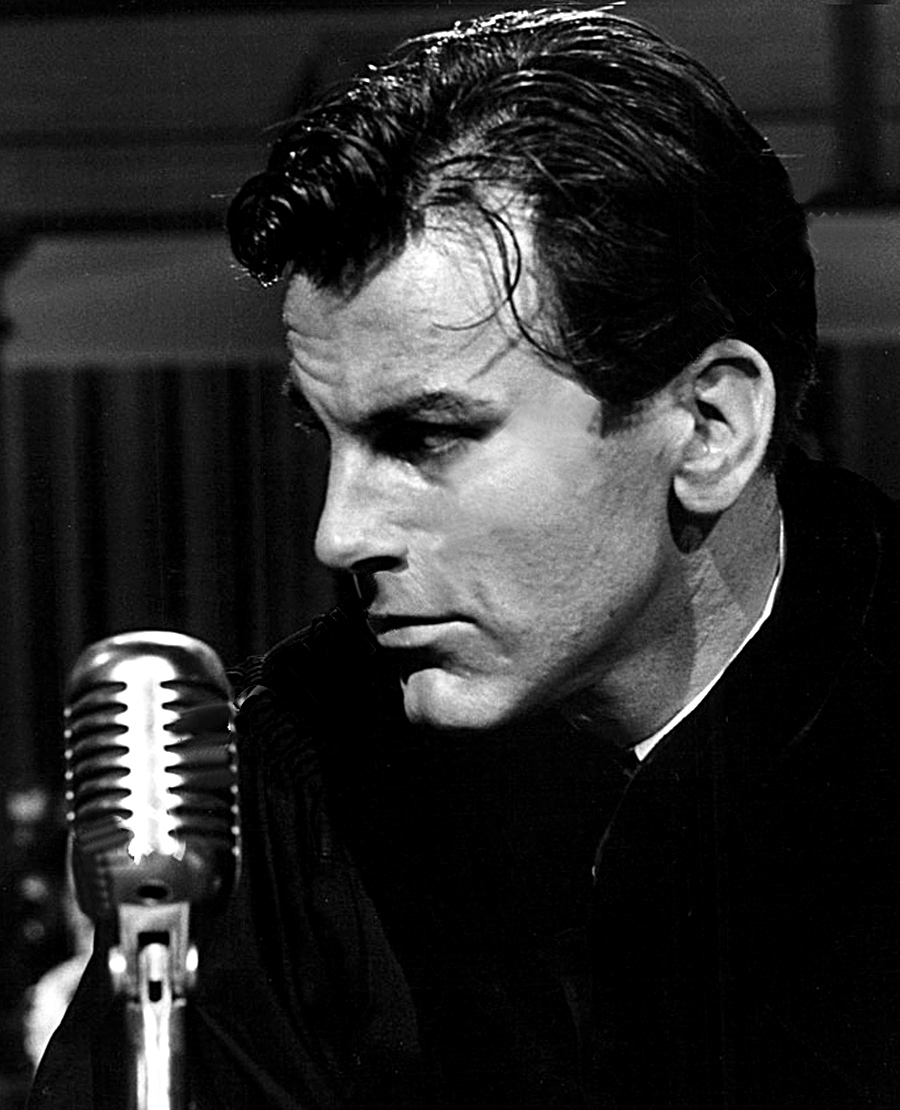
Maximilian Schell en su papel de Hans Rolfe, por el que fue distinguido con el Oscar al mejor actor y el Globo de Oro al mejor actor en película de género dramático.

| Intérprete        | Papel                                        |
| ----------------- | -------------------------------------------- |
| Spencer Tracy     | Magistrado Jefe Dan Haywood                  |
| Burt Lancaster    | Dr. Ernst Janning (juez acusado)             |
| Richard Widmark   | Coronel Tad Lawson (abogado de la acusación) |
| Marlene Dietrich  | Mrs. Bertholt                                |
| Maximilian Schell | Hans Rolfe (principal abogado de la defensa) |
| Judy Garland      | Mrs. Irene Hoffman Wallner                   |
| Montgomery Clift  | Rudolph Petersen (testigo de la acusación)   |
| Ed Binns          | Sen. Burkette                                |
| Werner Klemperer  | Emil Hahn (juez acusado)                     |
| Torben Meyer      | Werner Lampe (juez acusado)                  |
| Martin Brandt     | Friedrich Hofstetter (juez acusado)          |
| William Shatner   | Capitán Harrison Byers (ayudante de Haywood) |